# Armin Kaufmann
Armin Kaufmann (* 30. Oktober 1902 in Neu-Itzkany, Bukowina; † 30. Juni 1980 in Wien) war ein österreichischer Komponist, Violinist und Musikpädagoge.

## Leben

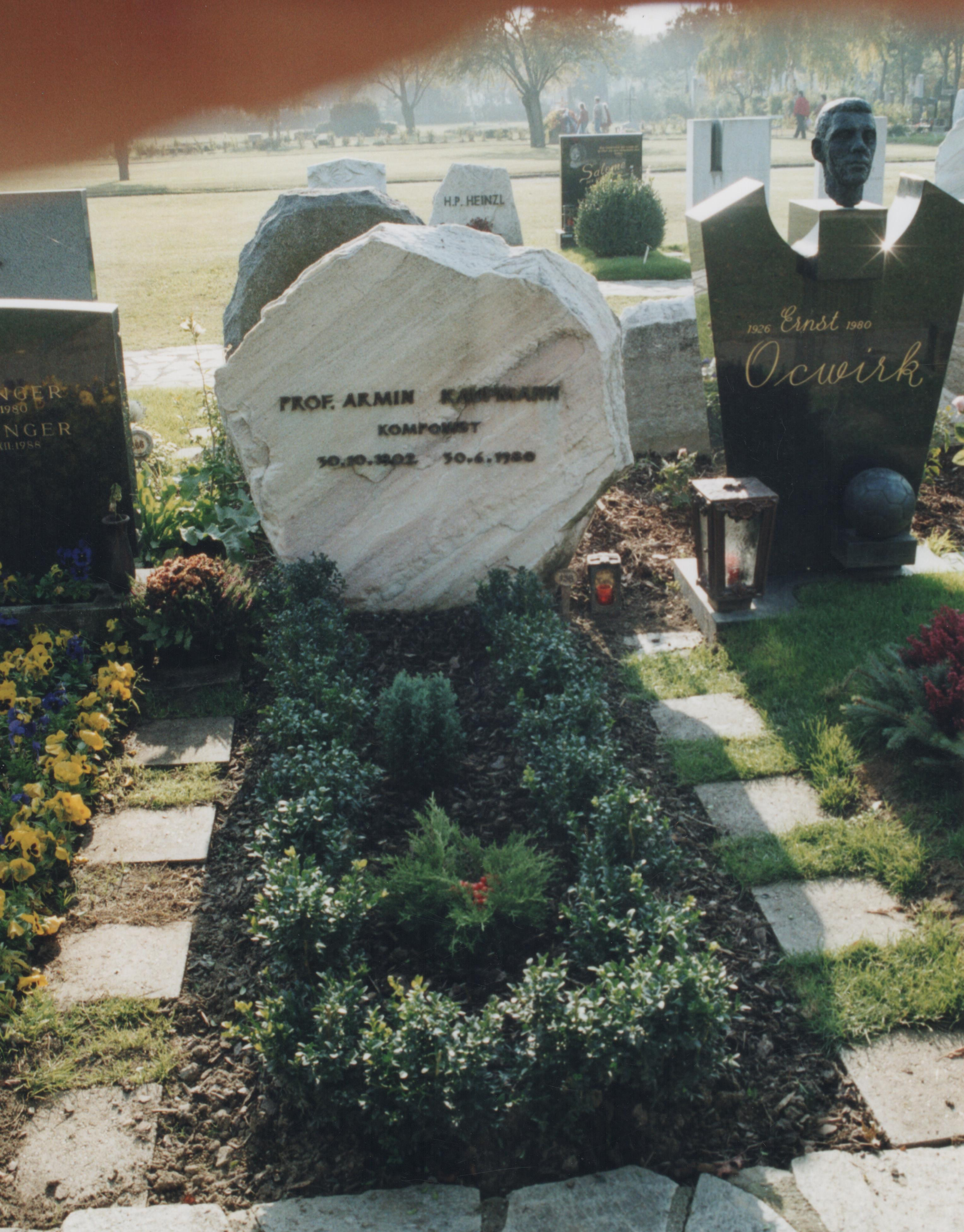
Grabstätte von Armin Kaufmann

Als Bukowinadeutscher zur Welt gekommen, erhielt Kaufmann den ersten Violinunterricht bei seinem Vater. In Brünn studierte er Violine, Violoncello und Musiktheorie bei Bruno Weigl. In Wien kamen Komposition bei Joseph Marx und Violoncello bei Franz Schmidt hinzu. Sein Staatsdiplom absolvierte er mit Auszeichnung. In den Jahren 1928 bis 1938 lehrte Kaufmann am Neuen Wiener Konservatorium und wirkte zeitgleich als Zweiter Geiger im Rothschild-Quartett mit. Von 1938 bis 1966 war er Mitglied der Wiener Symphoniker als Stimmführer der zweiten Geigen. Den „Zirkus Poldrini“ schrieb er 1964 für die Wiener Schuljugend. Für sie gab das Kulturamt der Stadt Wien alljährlich eine Serie von Konzerten während der Unterrichtszeit. Neun Jahre hatte Peter und der Wolf auf dem Programm gestanden. Nun folgte der Zirkus Poldrini. In den Jahren 1966 bis 1980 war Kaufmann als freischaffender Musiker und Komponist tätig.
In seinem kompositorischen Werk ist Kaufmann zu den Repräsentanten der Neuen Musik zu zählen. Neben den großen musiktheoretischen Strömungen seiner Zeit beeinflusste vor allem auch jugoslawische Folklore seinen Kompositionsstil.
Armin Kaufmann hat vor allem Kammermusikwerke (insbesondere 7 Streichquartette) und Sololiteratur geschaffen. Für Großes Orchester schrieb er u. a. vier Sinfonien. Ebenso stammen einige Vokalwerke und Stücke für Mandoline, Gitarre und Zither von ihm. Kaufmann selbst beschreibt sein Musikerleben als synästhetisch. Er wurde am Wiener Zentralfriedhof in einem ehrenhalber gewidmeten Grab bestattet (Gruppe 40, Nummer 137).
1981 wurde die Armin Kaufmann Gesellschaft gegründet. Seit 2009 gibt es auch von der Musikakademie Feldkirchen durchgeführte Armin Kaufmann Wettbewerbe.

## Rolle im Nationalsozialismus
Armin Kaufmann gehörte nach der Machtergreifung der Nationalsozialisten in Österreich im März 1938 zu den viel gespielten Komponisten. Noch im März 1944 wirkt er als Geiger in einem musikalischen Rahmenprogramm für die Nordische Gesellschaft mit. Regelmäßig taucht sein Name während der NS-Diktatur in Konzertprogrammen zusammen mit Komponisten und Mitgliedern der NSDAP auf, etwa Rudolf Kattnigg, Hanns Holenia, Walter Jentsch, Aristides von Manowarda (NSDAP-Mitgliedsnummer 1.533.446) oder Ernst Ludwig Uray. In dem 1940 vom Kulturreferat der Stadt Wien ausgeschriebenen Kompositionswettbewerb erlangte Kaufmann den ersten Platz, vor Max Haager (Dozent an der von den Nationalsozialisten gegründeten Reichshochschule für Musikerziehung in Graz-Eggenberg) und dem NS-Musikfunktionär und Komponisten Erich Marckhl (NSDAP seit 1933). Einer Meldung der Alpenländischen Rundschau vom Juli 1941 zufolge, nach der „der Komponist Pg. Armin Kaufmann, Mitglied des Wiener Symphonieorchesters“ den von der Stadt Wien ausgeschriebenen Kompositionspreis unter 40 Bewerbern gewonnen hat, war Kaufmann ebenfalls Parteimitglied der NSDAP. Bei dem ausgezeichneten Werk handelt es sich um das vom Frauensinfonieorchester des Gaus Wien unter Leitung von Franz Litschauer am 13. Dezember 1940 uraufgeführte Stück „Musik für Streichorchester“.

## Ehrungen
- 1941: Preis der Stadt Wien[1]
- 1950: Staatspreis für Musik[14][15]
- 1954: Theodor-Körner-Preis[1]
- 1956: Franz Schmidt-Medaille[1]
- 1962: Silberne Medaille des Wiener Männergesang-Vereins für Verdienste um das Deutsche Lied[1]
- 1966: Preis der Stadt Wien für Musik[16]
- 1965: Österreichisches Ehrenkreuz für Wissenschaft und Kunst I. Klasse[1]
- 1978: Ehrenmedaille der Bundeshauptstadt Wien[1]

## Werke
- Kleines Ballett. Suite in drei Sätzen für Zupforchester. Trekel, Hamburg.
- Zirkus Poldrini. Musikalische Zirkusgeschichte für Sprechstimme und Orchester.
- Mitoka Dragomirna für Zupforchester. Auch Versionen für Violoncello und Klavier sowie für Mandoline und Klavier. Trekel, Hamburg.
- Sinfonie in C. Doblinger, Wien-München 1929.
- 5 vierstimmige Männerchöre.
- Quartettino II op. 47 für Mandoline, Violine, Viola, Violoncello. Trekel, Hamburg.
- Satan im Sack. Fragment einer lustigen Oper. Libretto: Karl Michael von Levetzow.
- Der Krach im Ofen. Schuloper für Bariton, Sprechrolle, Kinderchor, Kammerensemble, Blechbläser und Schlagzeug. Libretto: A.Jirasek, W. Pribil
- Mandolinenkonzert. Trekel, Hamburg.

## Diskografie
- 4. Streichquartett op. 17. SPR 3161 Preiser Records
- Musik für Trompete u. Streichorchester SPA Records Saratoga Springs, New York, SPA 12
- Quartettino III op. 53. MDG A3450
- 1. Sinfonie (Kuckucksinfonie) op. 65. Amadeo A V SR 3005
- 2. Sinfonie op. 74. SPR 105 Preiser Records
- Erotikon für großes Orchester op. 105. Armin Kaufmann-Gesellschaft. Gedenkplatte.
- Suite für 2 Gitarren op. 55. Armin Kaufmann-Gesellschaft. Gedenkplatte.
- Mitoka Dragomirna für Zupforchester. Auf: Jenseits des Regenbogens. Mülheimer Zupforchester (Ltg. Dominik Hackner). Eigenproduktion 2009